# 98

## Події
- Згадка про слов'ян у Корнелія Тацита
- 28 січня — римським імператором став Траян.
- Святий Еварист — п'ятий папа Римський

## Померли
- Марк Кокцей Нерва — римський імператор.
- Докладніше: Померли 98 року